# 兴化市第三人民医院
兴化市第三人民医院，是中华人民共和国江苏省的一所医院，为二级医院，位于兴化市昭阳镇儒学街3号。

## 规模
兴化市第三人民医院总床位154张，日门诊量282人次。